# Metzora

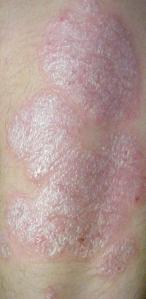
Le psoriasis, l'une des affections cutanées les plus anciennement décrites, pourrait avoir été l'une de celles que la Torah décrit sous le nom de metzora.

Metzora, Metzorah, M’tzora, Mezora, Metsora ou M’tsora (hébreu : מצורע, personne atteinte de tzaraat), 9e mot et premier significatif de la parasha), est la 28e section hebdomadaire du cycle annuel de lecture de la Torah et la cinquième du Livre du Lévitique.
Elle correspond à Lévitique 14:1–15:33.. Les Juifs de la Diaspora la lisent généralement en avril.
Le calendrier juif luni-solaire comprend jusqu'à 54 semaines, le nombre exact variant selon les années, « pleines » ou « défectives ». Dans les années pleines (par exemple, 2008, 2011 et 2014), la parashat Metzora est lue indépendamment. Dans les années de moins de 54 semaines (par exemple, 2007, 2009, 2010, 2012, 2013 et 2015), la lecture de la Torah combine cette parasha et la précédente, Tazria, afin d'atteindre le nombre de lectures hebdomadaires requis.

## Résumé

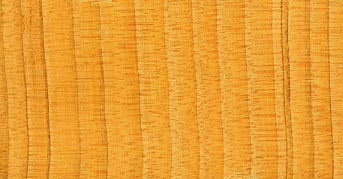
Du bois de cèdre

Le texte biblique énumère les lois d’impureté rituelle concernant le metzora, affligé de la tzara’at, qui peut frapper sa peau, sa chevelure, sa pilosité mais aussi ses habits et les murs de son habitation. Sont ensuite exposés les rites à accomplir une fois le mal disparu, ainsi que les règles d’impureté et rites de purification à suivre en cas de flux génital pour les hommes, et de menstrues pour la femme.

### Divisions de la parasha lors de la lecture complète
La lecture de la parasha à la synagogue le Shabbath est traditionnellement divisée en sept sections, pour lesquelles un membre différent de la congrégation est appelé à lire. La première lecture, le rishon, échoit traditionnellement à un Cohen, la seconde, appelée sheni, à un Levi, les suivantes à un Israël (ni Cohen ni Levi). La septième section comporte une sous-section, le maftir, qui est lue par la personne qui lira ensuite la haftara.
Les sections de la parashat Metzora sont:
- rishon et sheni: exposition du processus de purification du metzora, comprenant deux oiseaux cachères, une pièce de bois de cèdre, de la laine cramoisie, une branche d'hysope, de l'eau de source fraîche, un bol d'argile, un cohen, une ablution dans un mikvé, un isolement de sept jours, une coupe de cheveux et un sacrifice avec son offrande de farine
- shlishi : description du korban d'un metzora indigent
- revi'i, hamishi, shishi et shevi'i : exposition détaillée des lois à propos des impuretés apparaissant dans une habitation ; après les lois de la tzara'at, la Torah expose les lois sur diverses lois concernant les écoulements de liquides corporels (humeurs) rendant la personne rituellement impure : émission de sperme ou d'un autre liquide génital mâle (zav), menstruations et autres pertes féminines (nidda et zava). Les versets 15:19-26 décrivent les lois de base de la pureté familiale.
  - maftir:

### Divisions de la parasha lors de la lecture abrégée
Une lecture publique de la parasha fut instaurée par Ezra le Scribe le lundi et le jeudi à la synagogue. Cette lecture, sensiblement plus courte, ne comprend que trois sections, la première réservée au Cohen, la seconde au Levi, la troisième à un Israël
- Section du cohen: Vayiqra[4]
- Section du levi: Vayiqra[4]
- Section de l'israël: Vayiqra[4]

### Maqam
Un maqam est un système de modes musicaux utilisé dans la musique arabe mélodique classique. Les Juifs originaires des pays orientaux (Afrique du Nord, Syrie) s'en sont inspirés, et adaptent la mélodie de la liturgie du Shabbat en fonction du contenu de la parasha de cette semaine. Ils emploient 10 maqam différents, possédant chacun son usage propre.
Le maqam utilisé lors du Shabbat au cours duquel on lit la parashat Metzora est le Maqam Sigah, marquant les lois de pureté. Lorsque la lecture de la parashat Metzora est combinée avec celle de Tazria, le Maqam est Saba, symbolisant la naissance d’un garçon, et la Brit Milah huit jours plus tard. Certaines congrégations, particulièrement en Israël, appliquent le Maqam Nahawand ou des mélodies israéliennes lorsque la parashat Metzora est lue lors du Shabbath qui précède le Jour de l’Indépendance (déclaré la première fois le 14 mai 1948).

## Commandements
La Torah comporte, selon la tradition rabbinique, 613 prescriptions. Différents sages ont tenté d'en établir un relevé dans le texte biblique.
Selon l'un de ces computs les plus célèbres, le Sefer HaHinoukh, la parashat Metzora comporte 11 prescriptions positives ; il n'y a aucune interdiction :
- Purification du metzora selon des rites bien définis (Lv 14,2.)
- le metzora doit être tondu avant sa purification (Lv 14,9.)
- Les personnes impures doivent s'immerger dans un mikvé, afin de se purifier (Lv 14,9.)
- Le metzora doit apporter une offrande après être allé au mikvé (Lv 14,10.)
- Observer les prescriptions quant à la tzara'at des maisons (Lv 14,35.)
- Observer les lois d'impureté d'un homme affligé d'un flux pénien non séminal (zav) (Lv 15,3.)
- Un zav doit faire une offrande lors de sa guérison après avoir été au mikvé (Lv 15,13–14.)
- Impureté des émissions séminales (Lv 15,16.)
- Impureté de la femme lors de ses menstrues (nidda) (Lv 15,19.)
- Impureté d'une femme affligée d'un flux prolongé (zava) (Lv 15,25.)
- Une zava doit faire une offrande lors de sa guérison après avoir été au mikvé (Lv 15,28–29.)

## Haftara
La haftara est une portion des livres des Neviim (Livre des Prophètes) qui est lue publiquement à la synagogue après la lecture de la Torah. Elle présente généralement un lien thématique avec la parasha qui l'a précédée.
La haftara pour la parashat Metzora est 2 Rois 7:3–20. et évoque, comme la parasha, des personnes atteintes de maladies cutanées.

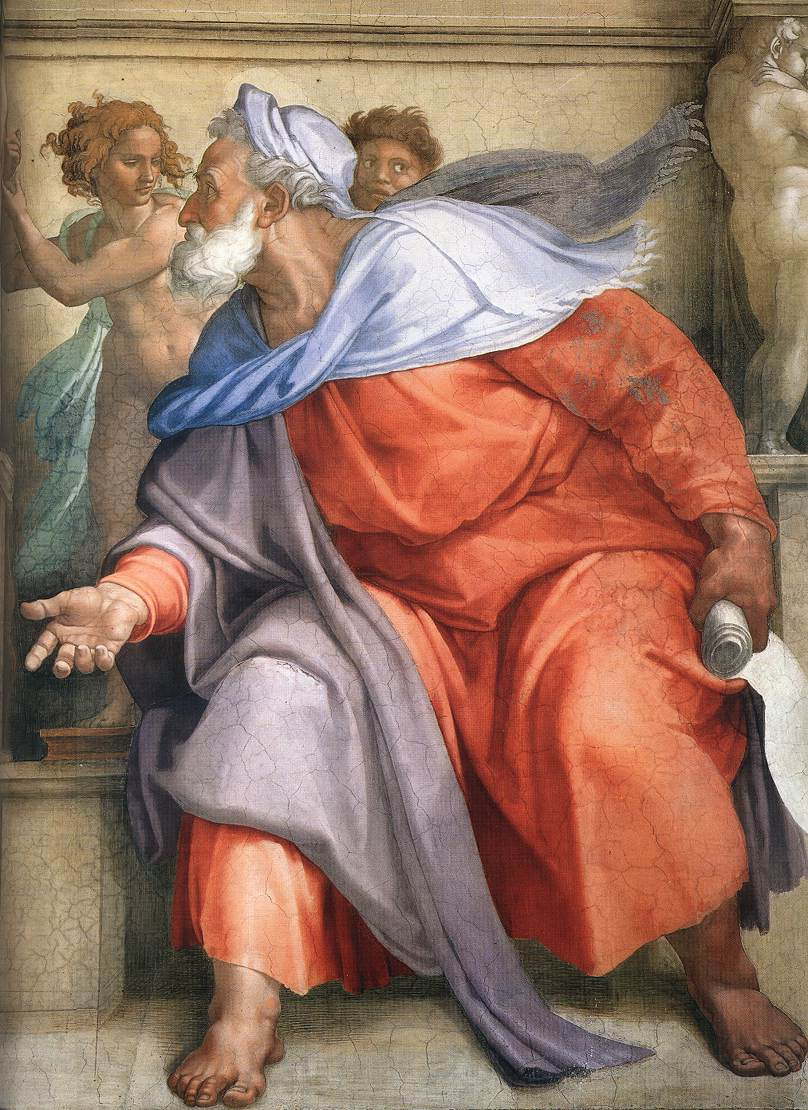
Ezéchiel (fresque de Michelangelo)

### À Chabbat Ha'Hodesh
Lorsque la parashat Tazria coïncide avec Shabbat Ha'Hodesh (« Shabbath du mois », le Shabbath spécial qui précède le mois juif de Nissan — comme c'est le cas en 2008, 2011, et 2014), la haftara est :
- pour les Ashkénazes: Ez. 45:16–46:18
- pour les Sépharades:  ,Ez/

À Shabbat Ha'Hodesh, les juifs lisent le passage Ex 12,1–20, dans lequel Dieu prescrit « Ce mois [Nissan] sera pour vous le commencement des mois ; il sera le premier mois de l'année » (Ex 12,2), et les commandements de Pessa'h (Ex 12,3–20.) De même, la haftara d' 45,21–25 discute de Pessa'h. Dans ces deux passages bibliques, Dieu instruit les enfants d'Israël d'appliquer le sang [de l'agneau pascal] sur les linteaux (Ex 12,7;  45,19.)

### À Chabbat Rosh 'Hodesh
Lorsque la parashat Metzora coïncide avec la néoménie même (comme c'est le cas en 2009), on lit la haftara dans Isaïe 66:1–24.